# カンタス航空72便急降下事故
カンタス航空72便急降下事故(カンタスこうくう72びんきゅうこうかじこ、Qantas Flight 72、QF72) は、2008年10月7日、シンガポール・チャンギ国際空港発パース空港行きのカンタス航空72便（エアバスA330-303）が、オーストラリア西部のエクスマウス上空を飛行中に意図しない機首下げが発生し、多数の乗員乗客が負傷した航空事故である。
パイロットは機体をRAAF ラーモンス空軍基地に緊急着陸させた。乗員1人と乗客11人が骨折や脊髄損傷などの重傷を負い、乗員8人と乗客99人が軽傷を負った 。14人がパースの病院に搬送され、39人が付近の病院に入院した。残りの乗員乗客を運ぶため、カンタス航空は飛行機2機をラーモンス空軍基地に派遣した。オーストラリア運輸安全局（ATSB）の調査で、事故機に搭載されている3つのADIRU(air data inertial reference units；航空データ慣性基準ユニット)のうちの1つに欠陥があることと、エアバス A330のフライバイワイヤー・フライト・コントロール・プライマリ・コンピュータ（FCPC）に、以前には知られていなかったソフトウェア設計上の制限があることが明らかになった。

## 事故当日のQF72便
- 使用機材：エアバスA330-303、機体記号:VH-QPA
- 乗員乗客：315名
  - 運航乗務員：3名(機長、副操縦士、セカンドオフィサー)
  - 客室乗務員：9名
  - 乗客：303名

カンタス航空72便はシンガポールからオーストラリアへ向かう長距離便だったため、コックピットクルーが三人いた。急降下が発生した時は、副操縦士は休憩に入ろうとして席を離れており、コックピットには機長とセカンドオフィサーがいた。
使用機材のエアバスA330-303は2003年11月26日にA330-301としてカンタス航空に納入された。2004年11月にエンジンをGE・アビエーション社製CF6-80E1A3に変更したため、A330-303として再登録された。

## 事故の経緯
2008年10月7日、09時32分（SST）カンタス航空72便は、303人の乗客と3人のパイロット、9人の客室乗務員を乗せてシンガポール・チャンギ国際空港を離陸した。72便は10時01分までに高度約37,000フィート (11,000 m)の巡航高度に達し、マッハ0.82で飛行していた。この時は自動操縦装置1が動作していた。
副操縦士が休憩のためにコックピットを出た直後の12時40分26秒、機体に搭載された3つのADIRUのうちの1つ（ADIRU1）がフライト・コンピュータに誤ったデータを送信した。このデータにより12時40分28秒に自動操縦1が解除され、機長が手動で操縦した。自動操縦が解除されてから5秒以内にECAMが自動操縦装置および慣性基準システムの不一致をディスプレイに表示し、失速警報と速度超過警報を作動させた。これらの注意と警告は頻繁に発生し、着陸するまでの間継続した。パイロットはECAMの自動操縦切断警告メッセージ（AUTO FLT AP OFF）をキャンセルし、自動操縦2を起動した。フライトデータレコーダーによると、自動操縦2はパイロットが再び解除するまでに約15秒間動作していた。フライトデータレコーダーによると、自動操縦1が解除されてから自動操縦2が動作するまでに、機体は37,180フィート (11,330 m)まで上昇していた。自動操縦2が動作している短い期間に機体は指定された高度に戻りはじめた。:1-4なお、この最中に機長は副操縦士に持ち場に戻るよう呼び出しを行なったが、直後に急降下が発生したという。

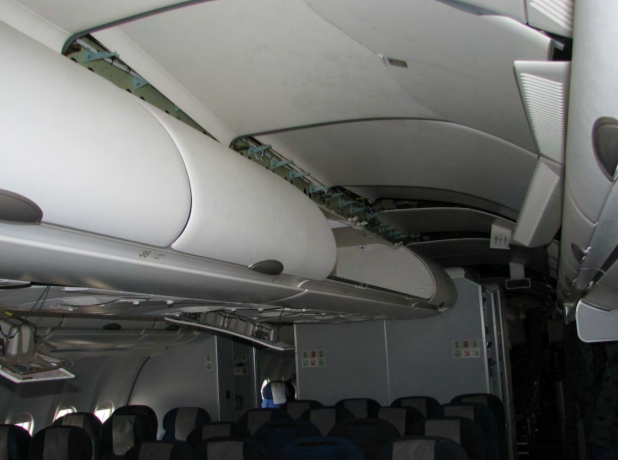
機内の損傷

72便は12時42分27秒に突如命令されていない機首下げを行い、ピッチは8.4度の機首下げに達し、-0.8 gが生じた。パイロットが機体のコントロールを取り戻すまでの間に約650フィート (200 m)降下した。シートベルトをしていなかった乗員乗客は、天井に頭部などを強打して重軽傷を負い、コックピットに戻ろうとした副操縦士も鼻を強打した。シートベルトをしていた乗客も被害を受けた。最初の急降下が発生してから20秒後、パイロットは機体を37,000フィート (11,000 m)の巡航高度に戻し、トラブルシューティングを実行した。12時45分08秒に再び機首が下がり、機首下げ3.5度の姿勢で、水平に戻るまでの間に約400フィート (120 m)降下した。二度目の急降下の後に副操縦士が休憩から戻ってきて、客室の様子を機長に伝えた。パイロットは12時49分にパン-パンを宣言し、負傷の程度がパイロットに伝えられると、12時54分にメーデーを宣言した。72便はRAAF ラーモンス空軍基地に向かい、13時50分に緊急着陸した:4-7。

## 事故調査

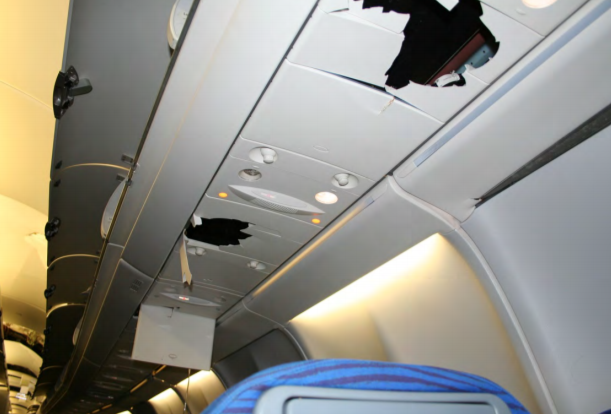
機内の損傷箇所

調査は、オーストラリア運輸安全局（ATSB）によって行われ、民間航空安全機関やフランス航空事故調査局（BEA）エアバスが協力した 。フライトデータレコーダーとコックピットボイスレコーダーのコピーがBEAとエアバスに送られた。
事故機にはノースロップ・グラマン社製のADIRUが搭載されており、調査官がさらなるテストのために米国のメーカーに送った。2009年1月15日、EASAは、欠陥のある慣性基準に誤って応答するというエアバスA330およびエアバスA340のノースロップ・グラマン製ADIRUの問題に対処するために、緊急耐空改善指令を発行した。
ATSBの調査により、3つあるADIRUのうちナンバー1のADIRUが故障し、航空機の他のシステムへ誤ったデータを送り続けたことが判明した。
初めのうちは次のような不具合が起きた。
- 失速警報と速度超過警報の誤作動
- 機長席の姿勢指示器の誤表示
- ECAMのディスプレイに幾つかの警告表示

不具合発生から約2分後、機長席のディスプレイへデータを送るナンバー1のADIRUが異常に高い誤った迎角を送信したため、次のようなことを引き起こした。
- フライト・コントロール・コンピュータが機体の機首下げ動作を命令し、機体のピッチが最大約8.5度まで下がった。
- フライト・コントロール・プライマリ・コンピュータ（FCPC）のピッチ障害の引き金となった。

### FCPCの設計の限界
迎角（AOA）は非常に重要な飛行パラメータであり、A330／A340航空機の装備しているような全権限を有する飛行制御システムが正しく動作するためには正確なAOAのデータが求められる。当該機は冗長性を提供し障害を許容できるように3つのADIRUを取り付けられており、FCPCは独立した3つの迎角の値を用いて整合性をチェックしていた。通常の場合、すなわち3つのAOA値が正しくかつ整合性が取れていれば、計算にはAOA1とAOA2の平均値が使われた。
もしAOA1あるいはAOA2の値が他の2つから大きく外れた場合、飛行制御システムは、直前に記憶していた値を1.2秒間継続して使用する。飛行制御システムには非常に効果的なアルゴリズムが搭載されていたが、AOA1あるいはAOA2の値が1.2秒間隔でスパイクを起こすような場合、すなわち、1.2秒の待機期間が終わったタイミングで別のスパイクが発生しているような場合には、正しく動作しなかった。
安全が最優先される（safety-critical）システムとして、1991年から1992年の開発期間中には、A330/A340の飛行制御システムの設計上の欠陥を排除すべく、ピアレビューやシステム安全性評価（SSA）、様々なテストやシミュレーションにより、システムの要求を満たすことが検証されていた。しかし、これらの検証によっては、飛行制御システムの迎角（AOA）アルゴリズムの設計上の限界を発見することはできなかった。
今回のようなADIRUの故障はこれまでになく、またADIRUの開発元による安全性評価によっても発見されていなかった。結果的に、航空機の開発元によって行われた設計や検証では、ADIRUからの情報に頻繁なスパイクが発生することによる影響が、十分に考慮できていなかった。
エアバス社の声明によれば、本件のようなインシデントがエアバスの航空機において過去に発生したことはないという。エアバス社は、A330ならびにA340の運航者に宛てて、同様のインシデントが発生するリスクを最小化するための推奨手順並びにチェックリストを送付した。

## 最終報告

### 分析
FDR、FCPCソフトウェア、ADIRUの詳細な分析の結果、ADIRUのCPUが迎え角（Angle Of Attack, AOA）のデータを破壊したと判断された。より正確に言えば、37,012（事故時の高度）を表すバイナリデータが50.625度の迎角を表すように、ADIRU CPUが誤って高度データワードに迎角のラベルを付け直した。FCPCは間違った高い迎角データを処理し、高AOA保護モードをトリガし、電気式操縦装置（electrical flight control system; EFCS）に機首下げを行うよう指示した。

### 最終報告
2011年12月19日、当事故におけるATSBの最終報告書が発表された。最終報告書は、この事故は、エアバスA330・エアバスA340に搭載されたフライト・コントロール・プライマリ・コンピュータ（FCPC）ソフトウェアの設計上、極めて稀なケースであり、ADIRUの1つからの迎角データの複数の問題が、FCPCに機首下げを命令させたとしている。事故調査班は、不具合を起こしたADIRUを調べたところ、迎え角を意味するAOAのデータと、高度を意味するALT(Altitude)のデータが取り違えられている箇所を少なくとも4箇所発見しており、これによって機体のコンピュータが誤った迎え角を検知し、保護モードが誤作動して二度の急降下が起きたと結論を出した。しかし、72便は離陸後数時間は問題なく飛行し、ラーモンス付近を航行中というタイミングで何故突然の急降下が起きたのかまでは突き止めることが出来なかった。

### その後に起きたカンタス航空71便での不具合
72便の急降下事故から2ヶ月半後、事故調査班らの元へさらに同型機での不具合発生の報告がもたらされた。
2008年12月27日、パース発シンガポール行のカンタス航空71便（エアバスA330-300、VH-QPG）がパースの北西480km、ラーモンスの南650km地点を高度36,000フィート (11,000 m)を飛行中、自動操縦が勝手に解除されADIRUの警告が表示された。パイロットは、エアバスが改訂した手順に従いADIRUをシャットダウンし、パースに引き返した。ATSBは72便の事故調査で71便のデータなども参考に調査を進めた。

## ADIRUの不具合
72便の事故以前や以後にも、ADIRUの不具合による事象が複数報告されてる。
- 2005年8月1日、パース空港発クアラルンプール国際空港行のマレーシア航空124便（ボーイング777-2H6ER、9M-MRG）が38,000ft(約11,580m)付近を自動操縦で上昇中、突如急激な機首上げが発生し、41,000ft(約12,800m)まで上昇したために失速警報が作動した。パイロットは自動操縦を解除し、パースへの引き返しを行った。原因は、ADIRUの故障及び潜在的なソフトウェア・エラーとされ、FAAはアップグレードされたソフトウェアをダウンロードするよう、777の運用者に勧告を出した[28]。
- 2006年9月12日、香港発パース行のカンタス航空68便（エアバスA330、VH-QPA）が、41,000フィート (12,000 m)付近を飛行中にADIRUが故障したが操縦系統に問題は出なかった。故障から30分後にECAM上に多数の警告などが表示され、パイロットがナンバー1のADIRUをオフにした。オフにすると、ADIRUの不具合などはなくなった[9]。なお、この時に不具合を起こした機材は、後に72便としての運行中に急降下が発生した。
- 2008年2月7日、シドニー発ホーチミン行のジェットスター航空7便（エアバスA330-202、VH-EBC）がラーモンスから3,260km東の地点で同様の不具合に陥った。ECAMなどに複数の警告が表示されたが、パイロットが手順に従い問題を解決し、ホーチミンまで無事に飛行した[9]。

## 同様の事故
- 2014年11月5日、ルフトハンザドイツ航空1829便（エアバスA321）が高度31,000フィート (9,400 m)を飛行していた際に突然、機体が急降下した。パイロットはサイドスティックを引いたが、機体は反応しなかった。その後の調査で、搭載されていた2つのAOAセンサーがどちらも故障したため、機体が失速したとコンピューターが誤って判断し、アルファ・プロテクションが作動したことが原因と判明した[29][30]。

## 映像化
- メーデー!:航空機事故の真実と真相 第16シーズン第7話「カンタス航空72便」